# Hangvilla (kulturális intézmény)
A Hangvilla, vagy teljes nevén Hangvilla Multifunkcionális Közösségi Tér az egykori veszprémi Séd Filmszínház épületéből, illetve bizonyos részek hozzáépítéséből kialakított kulturális intézmény. A Hangvilla szolgál játszóhelyéül a Pannon Várszínháznak is.

## Az épület
Albóciné Ábrahám Gabriella tervei alapján készült el a modern megjelenésű épület egy érdekes megoldással, ugyanis a már meglévő volt filmszínház épülete köré egy bővítményt húztak fel. A színpad és a nézőtér jelenlegi helye megegyezik az egykori Séd Filmszínház nézőterének és színpadának helyével. Az intézmény megépítése Veszprém város 2011-ben megtervezett városrehabilitációs programjának része.

## Technikai adatok
A Hangvilla, mint neve is elárulja, arra épít, hogy minél több kulturális eseményt be tudjon fogadni, ezért többféle terem került kialakításra.
NagyteremEgy körülbelül 400 m2-es helyiség, amely 495 fő befogadására alkalmas. A modern berendezések lehetővé teszik a nézőtér padlószintbe süllyesztését, így bálteremként is funkcionálhat.
Konferenciaterem120 m2-es terem, amely alkalmas 120 főt nem meghaladó előadások, konferenciák lebonyolításához.
Kamaraterem109 m2-es, 80 fő befogadását lehetővé tevő helyiség, ami elsősorban filmvetítések és a Pannon Várszínház próbáinak helyszíne.
Az intézménynek van egy próbaterme is, szintén a befogadott színház próbáinak fenntartva.

## Étterem és kávézó
A közösségi tér földszintjén helyezkedik el egy 250 fős étterem (Historia Hangvilla Étterem), illetve egy 150 fős kávézó.

## A Hangvillában működő intézmények
- Mendelssohn Kamarazenekar
- Pannon Várszínház
- Veszprém Város Vegyeskara